# آبجوسازی انکر
آبجوسازی انکر (انگلیسی: Anchor Brewing Company) شرکت نوشیدنی آمریکایی است، که در سال ۱۸۹۶ توسط ارنست اف. باروت تأسیس شد و هم‌اکنون زیرمجموعه‌ای از شرکت آبجوسازی ساپورو می‌باشد.